# San Miguel (1813)
La Lancha San Miguel fue un pequeño buque de la Armada Argentina partícipe de las guerra de independencia.

## Historia
Iniciados los trabajos para levantar la nueva escuadra patriota, la lancha de cabotaje San Miguel fue adquirida en el mes de diciembre de 1813 por el ministro Juan Larrea y el comerciante y financista de la operación Guillermo Pío White, y tras ser armada con un cañón de a 6 fue incorporada a la escuadra como cañonera el 20 de ese mismo mes con el numeral 20 al mando del subteniente Miguel Theodoro Spiro. 
Iniciada la Campaña Naval de 1814 la San Miguel participó en las operaciones del Combate de Martín García en el mes de marzo y tras la victoria, mientras las unidades mayores de la escuadra al mando de Guillermo Brown cerraban el sitio de Montevideo por mar, fue destinada al control y defensa de las balizas interiores y exteriores del puerto de Buenos Aires, extendiendo sus operaciones hasta la isla Martín García y la desembocadura del río Uruguay.
Tras la caída de Montevideo en junio de 1814, la San Miguel permaneció en situación de armamento completo hasta el mes de diciembre manteniendo sus tareas de control del tráfico fluvial. A partir de esa fecha, pasó a integrar las fuerzas sutiles fluviales, siendo registrada hasta al menos 1816 como parte de las fuerzas en servicio activo.